# Шираз (аеропорт)
Міжнародний аеропорт Шираз (IATA: SYZ, ICAO: OISS) (перс. فرودگاه بین المللی شیراز) знаходиться в місті Шираз, Іран. Це головний Міжнародний аеропорт остану (провінції) Фарс та Південного регіону Ірану.
Аеропорт є хабом для:
- Iran Aseman Airlines
- Sepehran Airlines
- Iran Air
- Mahan Air

Це найбільший аеропорт у південній частині Ірану. Після ремонтних робіт та реконструкції, проведеної 2005 року, аеропорт Шираз був визначений як другий по надійності аеропорт в Ірані (після Міжнародного аеропорту Імама Хомейні в Тегерані) в області безпеки польотів, включаючи електронні та навігаційні системи вежі керування польотами. Він також здатний приймати широкофюзеляжні літаки, такі як Боїнг 747, Боїнг 777 та Airbus A340.
На додаток до внутрішніх рейсів у найбільші міста Ірану, є щоденні рейси у великі міста на Близькому Сході, включаючи Дубай та Стамбул.

## Термінали
Міжнародний аеропорт Шираз складається з чотирьох терміналів: двох терміналів прильоту і вильоту міжнародних рейсів і двох на приліт і виліт внутрішніх рейсів. Будується новий термінал для міжнародних рейсів, який повинен бути побудований до 2020 року, і після завершення нового міжнародного терміналу нинішні будуть використовуватися для перельотів у хадж.

### Існуючі Термінали
- VIP-термінал використовується для Meraj Airlines на державних рейсах.
- CIP-термінал використовується на замовлення пасажирів, і він відкритий для всіх запитів.
- Термінали для внутрішніх вильотів і прильотів використовуються для всіх вильотів і прильотів рейсів на всі авіакомпанії.
- Термінали для міжнародних вильотів і прильотів використовуються для всіх вильотів і прильотів рейсів на всі авіакомпанії.

## Авіалінії та напрямки, лютий 2020

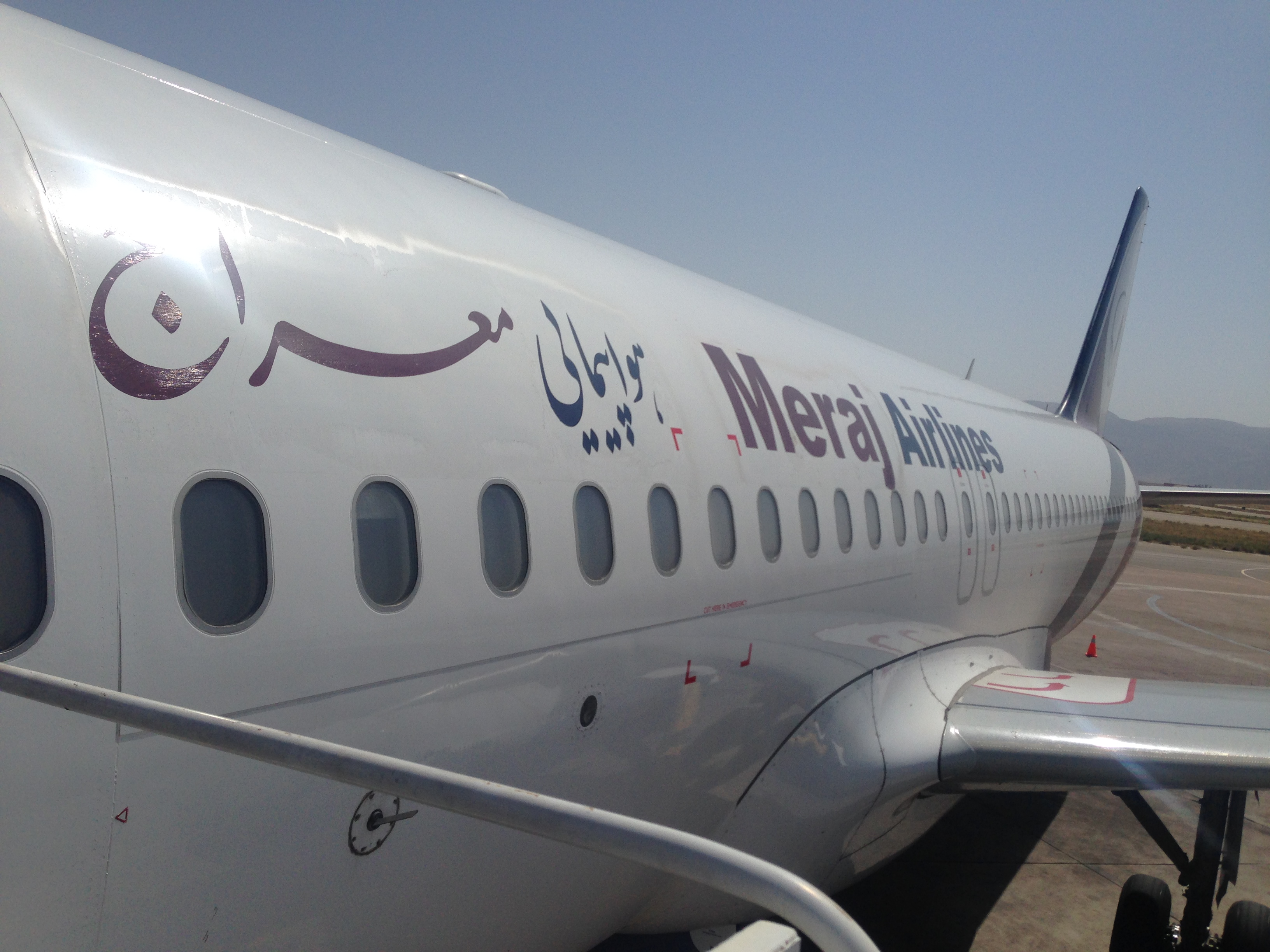
Аеробус А320 авіакомпанії Meraj Airlines в аеропорту Шираз

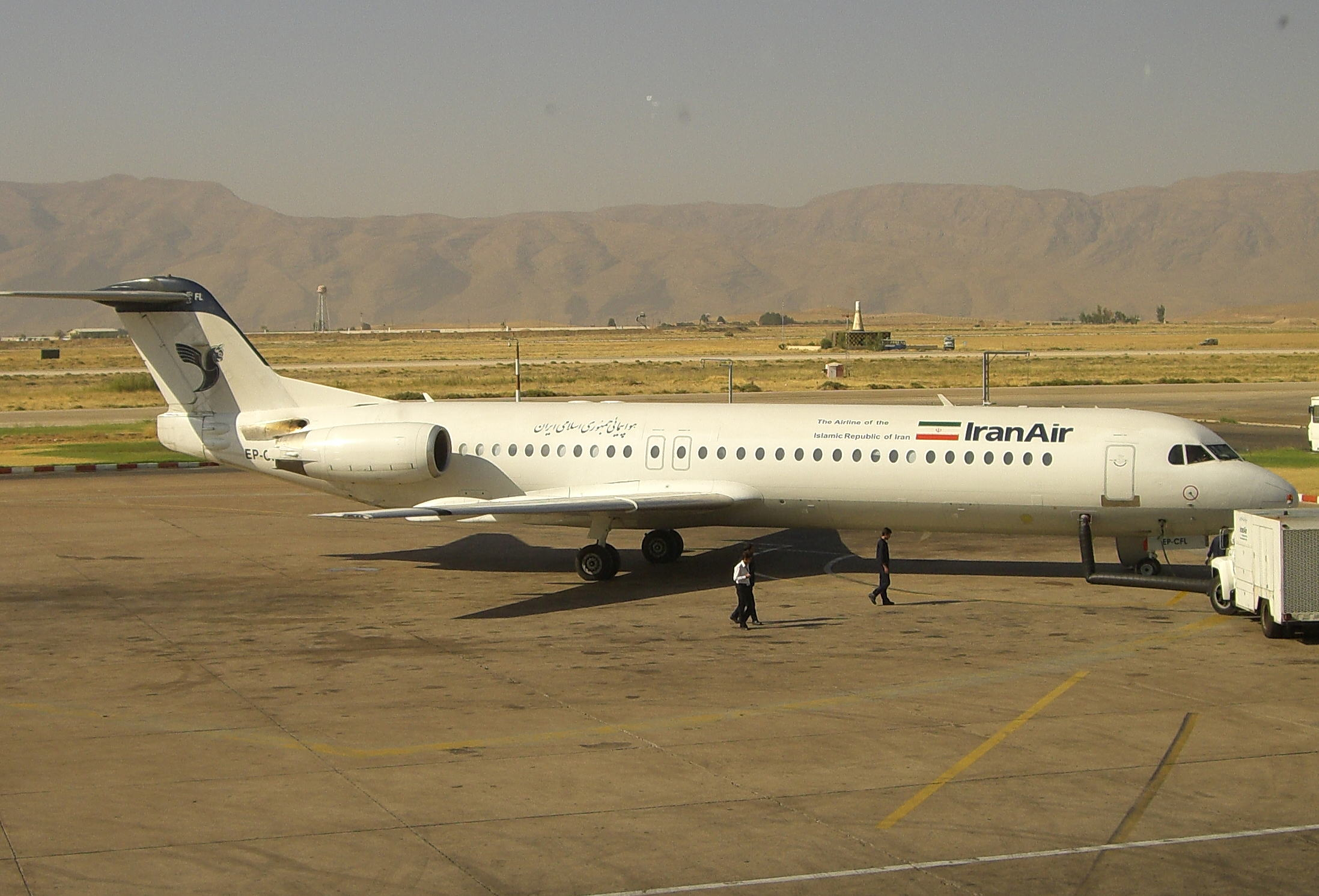
Fokker 100 авіакомпанії Iran Air в аеропорту Шираз, 2007 рік

### Пасажирські
| Авіакомпанія         | Пункт призначення |
| -------------------- | --- |
| Air Arabia           | Шарджа |
| Caspian Airlines     | Еселуйе, Тегеран-Мехрабад |
| Corendon Airlines    | Сезонний: Адана, Анталія |
| flydubai             | Дубай |
| Iran Air             | Абадан, Ахваз, Бендер-Аббас, Бендер-Ленге, Доха, Дубай, Ісфахан, Кіш-острів, Кувейт, Ламерд, Кешм-острів, Тегеран-Мехрабад Сезонний: Багдад, Джидда, Медина |
| Iran Aseman Airlines | Абадан, Ахваз, Еселуйе, Бендер-Аббас, Кіш-острів, Ламерд, Мешхед, Маскат, Кешм-острів, Тегеран-Мехрабад                                                     |
| Iran Air Tours       | Еселуйе, Тегеран-Мехрабад |
| Kish Air             | Еселуйе, Дубай, Кіш-острів, Мешхед, Маскат, Тегеран-Мехрабад, Сезонний: Батумі, Тбілісі, Єреван Сезонний чартер: Белград, Стамбул                           |
| Kuwait Airways       | Кувейт (з 7 липня 2020) |
| Mahan Air            | Ахваз, Керман, Харк-острів, Тегеран-Мехрабад |
| Meraj Airlines       | Мешхед, Тегеран-Мехрабад |
| Pegasus Airlines     | Сезонний чартер: Анталія |
| Qatar Airways        | Доха |
| Qeshm Airlines       | Кіш-острів, Махшехр, Мешхед, Кешм-острів, Тебриз, Тегеран-Мехрабад                                                                                          |
| Saha Airlines        | Тегеран-Мехрабад |
| Salam Air            | Маскат |
| Sepehran Airlines    | Ахваз, Еселуйе, Бендер-Аббас, Кіш-острів, Мешхед, Тегеран-Мехрабад                                                                                          |
| SunExpress           | Сезонний чартер: Анталія |
| Taban Air            | Багдад, Наджаф |
| Turkish Airlines     | Стамбул |
| Zagros Airlines      | Мешхед, Тегеран-Мехрабад Чартер: Кувейт, Тбілісі, Єреван |

### Вантажні
| Авіакомпанія   | Пункт призначення      |
| -------------- | ---------------------- |
| Iran Air Cargo | Доха, Тегеран-Мехрабад |

## Аварії та інциденти
- 15 червня 1971 р. Douglas C-47A EP-ADG авіакомпанії Air Taxi Co був серйозно пошкоджений в інциденті в аеропорту Шираз.[3]